# Helicopsyche phoebe
Helicopsyche phoebe là một loài Trichoptera trong họ Helicopsychidae. Chúng phân bố ở miền Ấn Độ - Mã Lai.